# 60s 70s 80s
«60s 70s 80s» es el trigésimo tercer sencillo de Namie Amuro bajo el sello Avex Trax. Fue editado el 12 de marzo de 2008 en formatos CD y CD+DVD.

## Descripción
"60s 70s 80s" es el sencillo n.º33 de Namie Amuro y el primer triple A-Side en ser lanzado por la cantante. Contiene las canciones "NEW LOOK", "ROCK STEADY" y "WHAT A FEELING" las cuales fueron utilizadas en una masiva campaña promocional de champús y acondicionadores de la marca Vidal Sassoon. Cada una de las canciones representa un período de tiempo determinado partiendo por la década de 1960, 1970 y 1980, respectivamente.

### "New Look"
Producida por T.Kura y MICHICO, NEW LOOK, canción que representa la década de 1960, incluye un sample de la canción Baby Love del grupo The Supremes.

### "Rock Steady"
Representa a la década de 1970 y cuenta con un sample de la canción de Aretha Franklin, "Rock Steady". Fue producida por MICHICO y MURO, cuyo último trabajo con Namie fue durante su proyecto Suite Chic.

### "What a Feeling"
Representa la década de 1980 y cuenta con un sample de la canción de Irene Cara, "What a Feeling", tema de 1983 utilizado en la película Flashdance. Shinichi Ōsawa y MICHICO fueron los productores.
Estas canciones fueron interpretadas por primera vez el 17 de enero de 2008 delante de un selecto público de 150 personas. Su segunda ejecución oficial de estas canciones es en el segundo tramo de su gira Play. Todos los videos promocionales del sencillo 60s 70s 80s han sido puestos en libertad.

## Canciones

### CD
1. "NEW LOOK"
2. "ROCK STEADY"
3. "WHAT A FEELING"
4. "NEW LOOK (Instrumental)"
5. "ROCK STEADY (Instrumental)"
6. "WHAT A FEELING (Instrumental)"

### CD+DVD
CD
1. "NEW LOOK"
2. "ROCK STEADY"
3. "WHAT A FEELING"
4. "NEW LOOK (Instrumental)"
5. "ROCK STEADY (Instrumental)"
6. "WHAT A FEELING (Instrumental)

DVD
1. "NEW LOOK" (Videoclip)
2. "ROCK STEADY" (Videoclip)
3. "What a feelin'" (Videoclip)

## Posicionamiento
Ventas Oricon Chart (Japón)
| Lanzamiento         | Listas                       | Posición             | Ventas primera semana | Ventas totales | Semanas    |
| ------------------- | ---------------------------- | -------------------- | --------------------- | -------------- | ---------- |
| 12 de marzo de 2008 | Oricon Daily Singles Chart   | #1                   |                       |                |            |
| 12 de marzo de 2008 | Oricon Weekly Singles Chart  | #1                   | 114.719               | 293.097        | 21 semanas |
| 12 de marzo de 2008 | Oricon Monthly Singles Chart | #5                   |                       |                |            |
| 12 de marzo de 2008 | Oricon Yearly Singles Chart  | #8 (A junio de 2008) |                       |                |            |

- Datos: Q601149